# Концептуальна семантика
Концептуальна семантика — це основа для семантичного аналізу, розроблена в основному Реєм Джекендоффом у 1976 році. ЇЇ мета — дати характеристику концептуальним елементам, за допомогою яких людина розуміє слова та речення, і таким чином забезпечити пояснювальне семантичне представлення (назва статті Джекендофа 1976). Пояснення в цьому сенсі означає здатність даної лінгвістичної теорії описати, як компонент мови засвоюється дитиною (як запропоновано Ноамом Хомським; див. Рівні адекватності).
Останнім часом концептуальна семантика зокрема та лексична семантика загалом набувають все більшого значення в лінгвістиці та психолінгвістиці. Багато сучасних теорій синтаксису (побудова речень з окремих слів) спираються на елементи, які є ідіосинкратичними для самих слів. У результаті потрібна обґрунтована теорія, що враховує властивості значень слів.

## Значення і декомпозиція
Джекендофф стверджував, що метою концептуальної семантики є дослідити як мовні висловлювання пов'язані з людським пізнанням, де пізнання є людською здатністю, яка значною мірою незалежна від мови, взаємодіючи з перцептивною та діяльнісною системами, а також з мовою; надати характеристику концептуальних елементів, за допомогою яких людина розуміє слова та речення, і таким чином забезпечити пояснювальну семантичну репрезентацію.
Концептуальна семантика виділяє в слові єдине, універсальне значення. Замість того, щоб мати лексичне семантичне значення на додаток до концептуального представлення фактичного референта, тут вони об'єднані в те, що Джекендофф називає «лексичними концептами». Концептуальна семантика вважається не просто лінгвістичною теорією, а теорією людського пізнання. Як і багато семантичних теорій, Джекендофф стверджує, що метод декомпозиції необхідний для дослідження концептуалізації. Подібно до того, як вчений-фізик намагається зрозуміти матерію, розбиваючи її на дедалі менші частини, так і наукове дослідження концептуалізації відбувається шляхом розкладання чи декомпозиції значень на менші частини. Однак це розкладання не може тривати вічно, оскільки в якийсь момент значення більше не можуть бути розбиті.
Це рівень концептуальної структури, рівень мисленнєвих уявлень, які кодують людське розуміння світу, що містить примітивні концептуальні елементи, з яких будуються значення та правила їх поєднання. Концептуальна семантика не працює з мисленнєвим словником у класичному розумінні. Концепції та посилання не мають визначень, а лише ідею самої концепції або посилання. Так само як генеративний (породжувальний) синтаксис передбачає скінченний набір синтаксичних категорій і правил їх комбінування, так само концептуальна семантика встановлює «кінцевий набір мислиннєвих примітивів і скінченний набір принципів розумового поєднання», що керує їхньою взаємодією. Джекендофф називає цей набір примітивів і правил, які ними керують, «граматикою реченнєвих понять».
Його відправною точкою є ретельний аналіз значень лексем, присвячений виявленню паралелізмів і контрастів, які розкривають природу концептуальних структур, що лежать в їх основі. Джекендофф вважає, що лексика складається з трьох частин: фонологічної, синтаксичної та концептуальної. Ці три аспекти концепту дають «повну картину слова». За його словами, його метод показує, що психологічна організація, на якій ґрунтується значення, «лежить на дуже невеликій відстані під поверхнею повсякденних лексичних одиниць — і що в її дослідженні можна досягти прогресу». Джекендофф стверджує, що для дослідження концептуальної структури необхідний декомпозиційний метод, в якому концепти, що лежать в основі значення слова, розбиваються на найменші елементи: концептуальні примітиви, що розглядаються як семантичні еквіваленти фонологічних ознак. Концептуальна семантика стверджує, що існує «скінченний набір мислиннєвих примітивів і скінченний набір принципів ментальної комбінації», які керують їхньою взаємодією. Концептуальна структура лексичної одиниці — це елемент з нульовою або більшою кількістю відкритих аргументних слотів, які заповнюються синтаксичними доповненнями лексичної одиниці.

## Семантичні структури
Концептуальна семантика розбиває лексичні поняття на онтологічні категорії: події, стани, місця, кількості, речі, властивості тощо. Ці онтологічні категорії називаються семантичними праймами, або семантичними примітивами. Джекендофф стверджує, що будь-яке поняття в людському мозку може бути виражене за допомогою цих семантичних примітивів. Концептуальна семантика є композиційною, в тому сенсі, що значення фраз, речень і речень можна визначити з лексичних концептів, які їх складають.

## Проблеми
Систему Джекендоффа критикували за дуже абстрактні примітиви, які такі лінгвісти, як Вежбицька та Ґоддард, назвали «незрозумілими». Основною причиною цього є те, що для їхнього розуміння потрібна спеціальна підготовка, а також те, що їх часто доводиться перекладати на звичайну англійську мову, щоб вони були зрозумілими. Інша критика, яка часто лунає на адресу концептуальної семантики, полягає в тому, що вона є довільною. У її нинішньому стані не існує чітких процедур для визначення того, коли примітив є виправданим. Ще одна критика Вержбицької та Годдарда полягає в тому, що теорія була сформульована і застосована лише до англійської мови, хоча вона претендує на універсальність.
Джекендофф відповідає на цю критику, кажучи: Насправді ізольований примітив ніколи не може бути виправданим: примітив має сенс лише в контексті загальної системи примітивів, в яку він вбудований. З цим застереженням, однак, я вважаю, що певний вибір примітивів має бути обґрунтований на підставі його здатності виражати узагальнень і пояснення розподіл даних. Тобто, запропонована система примітивів підлягає звичайним науковим стандартам оцінювання.